# Weberbauerocereus johnsonii
Weberbauerocereus johnsonii ist eine Pflanzenart aus der Gattung Weberbauerocereus in der Familie der Kakteengewächse (Cactaceae). Das Artepitheton johnsonii ehrt den US-amerikanischen Gärtner Harry Johnson (1894–1987).

## Beschreibung
Weberbauerocereus johnsonii wächst strauchig bis baumförmig bis zu 6 Metern hoch. Die von goldgelben Dornen dicht eingehüllten Triebe, mit einem Durchmessern von 7 bis 9 Zentimetern, verzweigen ab einer Höhe von 1,5 Metern. Sie haben 30 bis 35 stumpfe Rippen, die bis 5 Millimeter hoch und leicht gehöckert sind. Die darauf befindlichen Areolen sind braun. Aus ihnen entspringen feine, goldgelbe und wenig stechende Dornen, die sich nur schwer in Mittel- und Randdornen unterscheiden. Die 10 bis 12 Mitteldornen sind kräftig, biegsam und 1 Zentimeter lang. Die bis zu 20 (und mehr) Randdornen sind bis 1,5 Zentimeter lang. Im blühfähigen Bereich sind die Areolen größer und mit bis zu 6 Zentimeter langen Borsten bedeckt.
Die etwas zygomorphen, weißen oder hell rosaweißen Blüten sind bis 11 Zentimeter lang. Ihre Blütenröhre ist mit bräunlich schwarzer Wolle und kräftigen, rötlich braunen Haaren besetzt. Die kugelförmigen Früchte sind grün und erreichen Durchmesser von bis 4 Zentimetern. Sie sind mit grauen und braunen Haaren besetzt.

## Verbreitung und Systematik
Weberbauerocereus johnsonii ist in der peruanischen Region Cajamarca verbreitet.
Die Erstbeschreibung erfolgte 1962 durch Friedrich Ritter. Nomenklatorische Synonyme sind Haageocereus johnsonii (F.Ritter) P.V.Heath (1995) und Echinopsis johnsonii (F.Ritter) Molinari & Mayta (2015).

## Nachweise